# Рака (Урошевац)
Рака (алб. Rakaj) је насељено место у општини Урошевац, на Косову и Метохији. Према попису становништва из 2011. у насељу је живело 976 становника.

## Становништво
Према попису из 2011. године, Рака има следећи етнички састав становништва:
| Националност | 2011.        |
| Албанци      | 975 (99,89%) |
| други        | 1 (0,11%)    |
| Укупно       | 976          |

| Демографија | Демографија | Демографија |
| Година      | Становника  | Становника  |
| ----------- | ----------- | ----------- |
| 1948.       | 199         |             |
| 1953.       | 215         |             |
| 1961.       | 164         |             |
| 1971.       | 302         |             |
| 1981.       | 583         |             |
| 1991.       | 759         |             |
| 2011.       | 976         |             |